# USS Pavlic (APD-70)
USS Pavlic (APD-70) là một tàu vận chuyển cao tốc lớp Charles Lawrence của Hải quân Hoa Kỳ hoạt động trong Chiến tranh Thế giới thứ hai. Nó nguyên được chế tạo như là chiếc DE-669, một tàu hộ tống khu trục lớp Buckley trước khi được xếp lại lớp vào ngày 27 tháng 6, 1944. Tên nó được đặt theo Thiếu tá Hải quân Milton F. Pavlic (1909-1942), người từng phục vụ trên thiết giáp hạm South Dakota (BB-57) và đã tử trận trong trận Hải chiến Guadalcanal vào ngày 15 tháng 11, 1942. Pavlic đã phục vụ cho đến khi chiến tranh kết thúc, xuất biên chế năm 1946, và cuối cùng bị bán để tháo dỡ vào năm 1968. Nó được tặng thưởng một Ngôi sao Chiến trận do thành tích phục vụ trong Thế Chiến II.

## Thiết kế và chế tạo
Buckley là một trong số sáu lớp tàu hộ tống khu trục được Hải quân Hoa Kỳ chế tạo nhằm đáp ứng nhu cầu hộ tống vận tải trong Thế Chiến II, sau khi Hoa Kỳ chính thức tham chiến vào cuối năm 1941. Chúng hầu như tương tự nhau, chỉ với những khác biệt về hệ thống động lực và vũ khí trang bị. Động cơ của phân lớp Backley bao gồm hai turbine hơi nước General Electric để dẫn động hai máy phát điện vận hành hai trục chân vịt, và dàn vũ khí chính bao gồm 3 khẩu pháo pháo 3 in (76 mm)/50 cal.
Những chiếc lớp Buckley (TE) có chiều dài ở mực nước 300 ft (91 m) và chiều dài chung 306 ft (93 m); mạn tàu rộng 37 ft 1 in (11,30 m) và độ sâu mớn nước khi đầy tải là 11 ft 3 in (3,43 m). Chúng có trọng lượng choán nước tiêu chuẩn 1.430 tấn Anh (1.450 t); và lên đến 1.823 tấn Anh (1.852 t) khi đầy tải. Hệ thống động lực bao gồm hai nồi hơi và hai turbine hơi nước General Electric công suất 13.500 mã lực (10.100 kW), dẫn động hai máy phát điện công suất 9.200 kilôwatt (12.300 hp) để vận hành hai trục chân vịt;  công suất 12.000 hp (8.900 kW) cho phép đạt được tốc độ tối đa 23 kn (26 mph; 43 km/h). Con tàu mang theo 359 tấn Anh (365 t) dầu đốt, cho phép di chuyển đến 6.000 nmi (6.900 mi; 11.000 km) ở vận tốc đường trường 12 kn (14 mph; 22 km/h).
Sau khi được cải tạo thành một tàu vận chuyển cao tốc lớp Charles Lawrence, dàn vũ khí trang bị được giảm xuống còn một pháo 3 in (76 mm)/50 cal phía mũi đa dụng (có thể đối hạm hoặc phòng không), sáu pháo phòng không Bofors 40 mm trên ba bệ nòng đôi và sáu pháo phòng không Oerlikon 20 mm. Nó giữ lại ba ống phóng ngư lôi Mark 15 21 inch (533 mm), hai đường ray Mk. 9 và bốn máy phóng K3 Mk. 6 để thả mìn sâu, nhưng tháo dỡ dàn súng cối chống tàu ngầm Hedgehog Mk. 10. Chỗ trống được dành để bố trí chỗ nghỉ cho 12 sĩ quan và 150 binh lính đổ bộ; thành phần thủy thủ đoàn con tàu bao gồm 12 sĩ quan và 192 thủy thủ.
Pavlic được đặt lườn như là chiếc DE-669 tại xưởng tàu của hãng Dravo Corporation tại Pittsburgh, Pennsylvania vào ngày 21 tháng 9, 1943, và được hạ thủy vào ngày 18 tháng 12, 1943, được đỡ đầu bởi bà Milton F. Pavlic, vợ góa Thiếu tá Pavlic. Con tàu được kéo đến xưởng tàu của hãng Consolidated Shipbuilding Company tại Orange, Texas để tiếp tục trang bị, được xếp lại lớp thành APD-70 vào ngày 27 tháng 6, 1944 trước khi nhập biên chế tại Orange, Texas vào ngày 29 tháng 12, 1944 dưới quyền chỉ huy của Hạm trưởng, Thiếu tá Hải quân Charles V. Allen.

## Lịch sử hoạt động

### Thế Chiến II
Sau khi hoàn tất hoạt động chạy thử máy huấn luyện tại khu vực Bermuda và tiếp tục huấn luyện đổ bộ tại Portsmouth, Virginia, Pavlic khởi hành từ Norfolk, Virginia vào ngày 22 tháng 2, 1945 để đi sang khu vực Mặt trận Thái Bình Dương, băng qua kênh đào Panama và đi ngang qua San Diego, California để hướng sang khu vực quần đảo Hawaii. Đi đến Trân Châu Cảng vào ngày 21 tháng 3, nó thực hành huấn luyện tại khu vực phụ cận Oahu trước khi lên đường vào ngày 13 tháng 4 để hướng đến Majuro thuộc quần đảo Marshall. Con tàu lại tiếp tục hành trình hướng sang quần đảo Ryukyu sau khi ghé qua Ulithi thuộc quần đảo Caroline, chuẩn bị tham gia hoạt động trong Chiến dịch Okinawa.
Từ ngày 3 đến ngày 9 tháng 5, Pavlic phục vụ trong hàng rào cột mốc radar canh phòng ngoài khơi Okinawa, đánh trả nhiều đợt không kích của đối phương, đồng thời hoạt động tìm kiếm và giải cứu. Vào ngày 5 tháng 5, nó vớt được thi thể của George J.Ruhlman, thành viên tàu đổ bộ USS LSM(R)-195 vốn đã bị máy bay tấn công tự sát Kamikaze Nhật Bản đánh chìm vào ngày hôm trước. Sang ngày 10 tháng 5, nó hộ tống chiếc tàu bệnh viện Relief (AH-1) đi Guam, rồi quay trở lại ngoài khơi bãi Hagushi tại Okinawa vào ngày 12 tháng 5 để tiếp tục nhiệm vụ tuần tra. Đến ngày 18 tháng 5, nó được chỉ định thành "tàu cứu hộ đặc biệt" và tiếp tục nhiệm vụ tìm kiếm và giải cứu trong giai đoạn phải chịu đựng không kích cảm tử ác liệt của đối phương.
Vào ngày 27 tháng 5, Pavlic nổ súng đánh trả một đợt không kích tự sát lần đầu tiên nhắm thẳng vào nó. Sang ngày hôm sau, nó bắn vào một máy bay ném bom Mitsubishi G4M "Betty” Nhật Bản đang tìm cánh phóng ngư lôi vào nó, buộc đối thủ phải bỏ đi. Sau đó nó cùng tàu chị em Yokes (APD-69) cứu vớt những người sống sót từ tàu khu trục Drexler (DD-741), vốn đã bị đắm sau khi bị hai máy máy bay Kamikaze đánh trúng. Nó đã chữa trị những người bị thương và đưa những người sống sót đến Hagushi. Đến ngày 29 tháng 5, nó tiếp tục cứu vớt những người sống sót từ tàu khu trục Shubrick (DD-639), bị hư hại bởi một máy bay tấn công cảm tử.
Trong giai đoạn còn lại của Thế Chiến II, Pavlic tiếp tục hoạt động tại vùng Tây Thái Bình Dương, chủ yếu tại khu vực quần đảo Ryukyu. Nó lên đường vào ngày 14 tháng 8 để gia nhập Đệ Tam hạm đội tại vùng biển ngoài khơi Tokyo, Nhật Bản. Tuy nhiên, Nhật Bản đã chấp nhận đầu hàng vào ngày 15 tháng 8, kết thúc cuộc xung đột.

### Sau chiến tranh
Gặp gỡ Hạm đội Thái Bình Dương Anh Quốc vào ngày 18 tháng 8, 1945, Pavlic đón lên tàu một lực lượng đổ bộ thuộc Hải quân và Thủy quân Lục chiến Hoàng gia Anh từ các tàu tuần dương hạng nhẹ HMS Newfoundland (59) và HMNZS Gambia (48). Nó đi đến Honshu, Nhật Bản vào ngày 27 tháng 8, tiến vào vịnh Sagami dưới chân núi Fuji, và đến ngày 30 tháng 8 đã cùng các tàu vận chuyển cao tốc Sims (APD-50) và Barr (APD-39) tiến vào vịnh Tokyo. Họ cho đổ bộ lực lượng chiếm đóng Đồng Minh để giải giới quân đội Nhật Bản và chiếm đóng các vị trí kiểm soát lối ra vào vịnh Tokyo. Sau đó con tàu đi đến Yokosuka.
Cùng với những đơn vị thuộc Trung đoàn 4 Thủy quân Lục chiến trên tàu, Pavlic đi đến vịnh Tateyama vào ngày 31 tháng 8 để tiếp quản một căn cứ không lực hải quân lớn tại đây, và tiếp tục ở lại khu vực này cho đến ngày 3 tháng 9 nhằm hỗ trợ cho đơn vị Thủy quân Lục chiến. Sau khi được một trung đoàn bộ binh Lục quân Hoa Kỳ thay phiên, nó đón binh lính Thủy quân Lục chiến trở lại tàu để quay trở lại Yokosuka. Từ ngày 9 tháng 9, nó phục vụ như một tàu trại binh.
Rời vùng biển Nhật Bản vào ngày 15 tháng 4, 1946, Pavlic lên đường quay trở về Hoa Kỳ, về đến San Diego trước khi tiếp tục đi sang vùng bờ Đông Hoa Kỳ. Sau khi được đại tu tại Xưởng hải quân Philadelphia tại Philadelphia, Pennsylvania và Xưởng hải quân Charleston tại Charleston, South Carolina, con tàu được kéo đến Green Cove Springs, Florida, nơi nó được cho xuất biên chế vào ngày 15 tháng 11, 1946 và được đưa về Đội Florida thuộc Hạm đội Dự bị Đại Tây Dương, neo đậu tại sông St. Johns.
Sau khi bị bỏ không trong hơn 20 năm, tên nó được cho rút khỏi danh sách Đăng bạ Hải quân vào ngày 1 tháng 4, 1967, và con tàu bị bán cho hãng North American Smelting Company để tháo dỡ vào ngày 1 tháng 7, 1968.

## Phần thưởng
Pavlic được tặng thưởng một Ngôi sao Chiến trận do thành tích phục vụ trong Thế Chiến II.
|             |  |  |
| Bronze star |  |  |

| Dãi băng Hoạt động Tác chiến (truy tặng)                                | Dãi băng Hoạt động Tác chiến (truy tặng) | Huân chương Chiến dịch Hoa Kỳ        | Huân chương Chiến dịch Hoa Kỳ           |
| Huân chương Chiến dịch Châu Á-Thái Bình Dương với 1 Ngôi sao Chiến trận | Huân chương Chiến thắng Thế Chiến II     | Huân chương Chiến thắng Thế Chiến II | Huân chương Phục vụ Chiếm đóng Hải quân |